# 黃崋
黃崋（1502年—？），字秀卿，號梓谷，四川潼川州遂寧縣人，明朝政治人物。

## 生平
乙酉四川鄉試第六十七名舉人，嘉靖十一年（1532年）壬辰科第二甲第四名進士。觀戶部政，授户部主事，陞員外郎，郎中。嘉靖十九年（1540年）知直隸松江府。改蘇州府知府，致仕。隆慶改元，起为光祿寺少卿。

## 家族
曾祖黃鑑，贈資政大人，南京工部尚書；祖黃宗泗，知縣，累贈資政大夫，南京工部尚書；父黃珂，官至南京工部尚書，進階榮祿大夫，贈太子少保謚簡肅；前母張氏（贈夫人）；母聶氏（封夫人）。慈侍下。兄黃㠐(選貢國子生)、黃巖；弟黃峯（官生）、黃嶽。